# Luận cứ
Trong logic, một luận cứ là một cố gắng để thể hiện tính đúng đắn của một khẳng định được gọi là một kết luận, dựa trên tính đúng đắn của một tập các khẳng định được gọi là tiền đề (premise).
Luận cứ được định hình bởi quy trình thể hiện việc lập luận theo lối suy diễn hoặc quy nạp. Quy trình này sử dụng một kiểu giao tiếp nào đó, có thể là một phần của một văn bản viết, một bài nói, hay một đoạn hội thoại.

## Tổng quan
Thông thường, trong các tranh luận khoa học và triết học, các luận cứ hồi nghiệm (abductive) và các luận cứ bằng phép tương tự (analogy) hay được sử dụng. Các luận cứ có thể hiệu lực hoặc không hiệu lực, tuy chính bản thân cách xác định xem một luận cứ được xếp vào loại nào thường lại có thể là một đối tượng của nhiều bàn cãi. Một cách không chính thức, người ta nên kỳ vọng rằng một luận cứ hiệu lực sẽ có sức thuyết phục theo nghĩa nó có khả năng thuyết phục người khác về tính đúng đắn của kết luận. Tuy nhiên, một tiêu chí như vậy cho tính hiệu lực không đầy đủ hoặc thậm chí còn gây lầm lẫn, do nó phụ thuộc nhiều vào kỹ năng của người xây dựng luận cứ trong việc thao túng người đang bị thuyết phục hơn là phụ thuộc vào chính luận cứ đó.
Các tiêu chí ít chủ quan hơn cho tính hiệu lực của các luận cứ thường được mong muốn hơn, và trong một số trường hợp, ta thậm chí nên kỳ vọng vào sự chặt chẽ của luận cứ. Một luận cứ chặt chẽ là luận cứ tuân theo các quy tắc chính xác của tính hiệu lực. Điều này áp dụng cho các luận cứ dùng trong các chứng minh toán học. Lưu ý rằng một chứng minh chặt chẽ không nhất thiết phải là một chứng minh hình thức.
Trong ngôn ngữ hàng ngày, người ta nói đến lôgic của một luận cứ hoặc sử dụng thuật ngữ có ý rằng một luận cứ được dựa trên các quy tắc suy luận của lôgic hình thức. Tuy một số luận cứ có sử dụng các suy luận logic một cách không thể chối cãi (chẳng hạn tam đoạn luận), các loại suy luận khác lại hầu như luôn luôn được sử dụng trong các luận cứ thực tiễn. Ví dụ, nhiều luận cứ thường chỉ nói về các vấn đề quan hệ nhân quả, xác suất và thống kê hoặc thậm chí trong các ngành chuyên biệt như kinh tế học. Trong các trường hợp đó, logic có nghĩa là cấu trúc của luận cứ thay vì các nguyên tắc của lôgic thuần túy có thể được sử dụng trong đó.
Tóm lại, luận cứ là phần khá quan trọng trong văn nghị luận

## Tính hợp lý của luận cứ
Khi đánh giá một luận cứ, ta xem xét riêng rẽ tính đúng đắn của các tiền đề và tính hiệu lực (validity) của các mối quan hệ lôgic giữa các tiền đề, các khẳng định trung gian bất kỳ và kết luận. Tính chất lôgic chính của một luận cứ mà chúng ta quan tâm ở đây là: nó có bảo toàn sự thật hay không, nghĩa là nếu các tiền đề là đúng thì kết luận cũng đúng. Ta sẽ gọi tắt tính chất này bằng cách nói đơn giản rằng luận cứ là có hiệu lực.
Nếu luận cứ là có hiệu lực, ta nói rằng các tiền đề suy ra hoặc kéo theo kết luận.
Các luận cứ sai có xu hướng rơi vào một số dạng nhất định, chúng được gọi là các ngụy biện lôgic.

## Khuôn mẫu toán học
Trong toán học, một luận cứ có thể được hình thức hóa bằng lôgic biểu tượng. Khi đó, một luận cứ được coi là một danh sách có thứ tự của các mệnh đề, mỗi mệnh đề trong đó là một trong các tiền đề hoặc được rút ra từ tổ hợp của một tập con nào đó của các mệnh đề đứng trước và một hoặc nhiều tiên đề bằng cách sử dụng các luật suy luận. Mệnh đề cuối cùng trong danh sách là kết luận. Đa số các luận cứ được dùng trong các chứng minh toán học là chặt chẽ, nhưng không hình thức. Trong thực tế, việc xây dựng các chứng minh thật sự hình thức cho tất cả trừ những khẳng định tầm thường nhất đều là cực kỳ khó; các chứng minh này cũng rất khó hiểu nếu không có sự trợ giúp của máy tính. Một trong các mục đích của lĩnh vực nghiên cứu chứng minh định lý tự động là để thiết kế các chương trình máy tính để tạo và kiểm tra các chứng minh hình thức.
Một ngành nghiên cứu về các hệ thống toán học hình thức cùng với các câu hỏi ngữ nghĩa chẳng hạn như tính đầy đủ (completeness) và tính hiệu lực thường được gọi là siêu toán học (metamathematics). Một điểm lưu ý đặc biệt theo hướng này là định lý Gödel về tính không đầy đủ dành cho các lý thuyết bậc nhất về số học (first order theories of arithmetic).

## Hội thoại tranh luận
Các luận cứ như đã bàn ở các đoạn trên là luận cứ tĩnh, như các luận cứ mà người ta có thể tìm thấy trong một cuốn sách giáo trình hay một bài báo khoa học. Các luận cứ này có nhiệm vụ là một ghi nhớ được xuất bản về sự minh giải cho một khẳng định. Luận cứ còn có thể có tính chất tương tác, trong đó người đề xuất và người đàm thoại có một mối quan hệ đối xứng hơn. Các tiền đề được thảo luận, tính hiệu lực của các suy luận trung gian cũng vậy. Ví dụ, xét đoạn đối thoại sau::
Luận cứ: "Không có người Scotland nào ăn cháo với đường."
Trả lời: "Nhưng anh bạn Angus của tôi thích ăn cháo với đường."
Bác bỏ: "À phải, nhưng không có một người Scotland thực thụ nào lại ăn cháo với đường."
Trong đoạn hội thoại này, trước tiên, người đề xuất đưa ra một tiền đề, tiền đề bị thách thức bởi người đàm thoại, và cuối cùng, người đề xuất đưa ra một sự sửa đổi đối với tiền đề. Cuộc trao đổi này có thể là một phần của một cuộc thảo luận lớn hơn, chẳng hạn trong một vụ xử án giết người, trong đó bị cáo là một người Scotland, và trước đó người ta đã khẳng định rằng thủ phạm đang ăn cháo đường khi thực hiện vụ giết người.
Trong một hội thoại tranh luận, các quy tắc tương tác có thể được thương lượng bởi các bên tham gia đối thoại, tuy trong nhiều trường hợp, các quy tắc đã được quyết định sẵn bởi thông lệ xã hội. Trong trường hợp đối xứng nhất, hội thoại tranh luận có thể được xem là một quá trình phát hiện nhiều hơn một cách biện minh cho một kết luận. Về lý tưởng, mục đích của hội thoại tranh luận là để cho các thành viên đi đến một kết luận chung bởi các suy luận cùng được chấp nhận. Tuy nhiên, trong một số trường hợp, tính hiệu lực của các kết luận chỉ là thứ cấp. Chẳng hạn, thay vì đi đến một kết luận chung, mục đích thực sự của một cuộc đối thoại lại là sự giải phóng cảm xúc, ghi điểm trước người nghe, làm mòn sức một đối thủ hoặc hạ thấp giá bán một thứ hàng hóa. Walton phân biệt các loại hội thoại tranh luận sau, chúng minh họa cho các mục đích kể trên.
- Cãi nhau cá nhân.
- Tranh tụng.
- Đối thoại với mục đích thuyết phục.
- Mặc cả.
- Hành động nhằm tìm kiếm đối thoại.
- Đối thoại giáo dục.

Van Eemeren và Grootendorst xác định các giai đoạn khác nhau của đối thoại tranh luận. Các giai đoạn này có thể được coi là một giao thức luận cứ. Diễn dải một cách nôm na, các giai đoạn đó như sau:
- Đối chất: Trình bày vấn đề, chẳng hạn một câu hỏi tranh luận hay một bất đồng chính trị
- Mở đầu: Thống nhất về các quy tắc, chẳng hạn các dẫn chứng được trình bày như thế nào, những nguồn sự kiện nào được sử dụng, xử lý các cách hiểu trái chiều bằng cách nào, xác định các điều kiện kết thúc.
- Tranh luận: Áp dụng các nguyên tắc lôgic theo các quy tắc đã thống nhất ở trên.
- Kết thúc: Tranh luận kết thúc khi các điều kiện kết thúc đã được thỏa mãn. Trong các điều kiện đó có thể có một giới hạn về thời gian hay sự phán quyết của một trọng tài.

Van Eemeren và Grootendorst còn đưa ra một danh sách chi tiết về các quy tắc phải được áp dụng tại mỗi giai đoạn của giao thức. Hơn nữa, theo tranh luận của các tác giả này, có các vai trò cụ thể của người ủng hộ và người phản đối trong giao thức, các vai trò này được quyết định bởi các điều kiện tạo nên nhu cầu cho luận cứ.